# Lupe Pérez García
Lupe Pérez García (Buenos Aires, 1970) és una directora de cinema argentina que ha desenvolupat la major part de la seva carrera a Catalunya. La major part dels seus projectes han sigut documentals. També és muntadora de cinema i televisió i ha format part del jurat del festival de cinema de Màlaga.

## Trajectòria
Va debutar com a directora de llargmetratges amb Diario Argentino (2007)', projecte que va dur a terme després de passar pel Màster en Documental de Creació de la Universitat Pompeu Fabra de Barcelona, que va ser un dels productors de la pel·lícula. Es tracta d'un documental que narra en primera persona la realitat argentina durant els anys posteriors a la crisi del Corralito (2001), que la va portar a traslladar-se a Catalunya. El film va passar per festivals de prestigi en l'àmbit europeu com Visions du Réel (Suïssa) o el Festival dei Popoli de Florència.
El mite d'Antígona va ser el tema principal de la seva segona pel·lícula, Antígona despierta (2014), una peça que transita entre la ficció i la realitat i que ens mostra la rebel·lia de la protagonista enmig d'un paisatge feréstec. Entre d'altres llocs, la pel·lícula es va poder veure a l'edició del 2015 del D'A Film Festival de Barcelona, la secció Signs of Life del Festival de Locarno o el FICCI de Cartagena de Indias a Colòmbia.
El seu últim llargmetratge, Pa'trás ni pa'tomar impulso (2020) va guanyar el premi a la direcció dins la secció Nuevas Olas del Festival de Cinema de Sevilla. La pel·lícula és una ficció en forma de road movie on una bailaora de Còrdova desembarca a Argentina i haurà de superar uns quants obstacles per mostrar el seu art a l'altre costat de l'Atlàntic.

## Filmografia com a directora[calcitació]
- 2007: Diario argentino
- 2014: Antígona despierta
- 2020: Pa'trás ni pa'tomar impulso